# Opius tingomarianus
Opius tingomarianus är en stekelart som beskrevs av Fischer 1963. Opius tingomarianus ingår i släktet Opius och familjen bracksteklar. Inga underarter finns listade i Catalogue of Life.